# White City Stadium
White City Stadium (znany też jako The Great Stadium) – nieistniejący stadion w Londynie w Wielkiej Brytanii wzniesiony specjalnie na letnie igrzyska olimpijskie w 1908 roku. 
Na stadionie znajdowały się boisko o wymiarach 105 × 68 m oraz tor żużlowy o długości 380 m. W latach 1931–1933 oraz 1962–1963 swoje mecze na nim rozgrywał klub piłkarski Queens Park Rangers oraz w latach 1929–1978 klub żużlowy White City Rebels. Na stadionie organizowano również wyścigi chartów rasy Greyhound.
W 1966 roku na stadionie rozegrano jedno spotkanie Mistrzostw świata w piłce nożnej oraz w 1976, 1979 i 1982 roku – finały drużynowych mistrzostw świata na żużlu.
W 1985 stadion został zburzony, a w jego miejscu powstał kompleks budynków telewizji BBC – BBC White City i BBC Media Village.

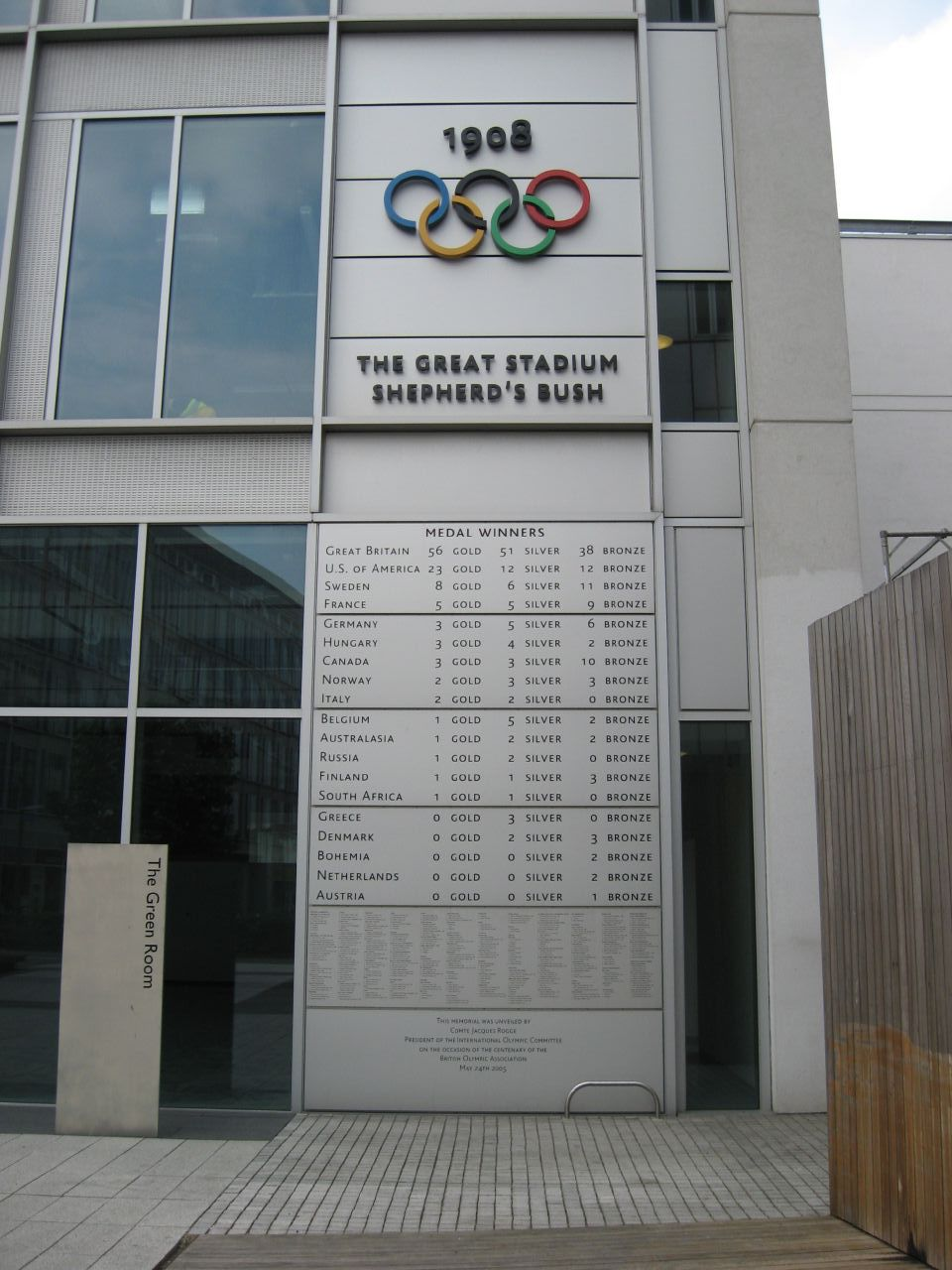
Tablica medalowa umieszczona na budynku BBC